# Deutsche Nachrichten (São Paulo)
Die Deutschen Nachrichten waren eine Tageszeitung in São Paulo von 1946 bis 1970.

## Geschichte
Im Oktober 1946 wurden die ersten Ausgaben der Deutschen Nachrichten in São Paulo durch Álvaro Troppmair herausgegeben. (Dieser war wahrscheinlich ein Sohn von Rudolf Troppmair, dem langjährigen Herausgeber der Deutschen Zeitung.) Sie erschienen zunächst dreimal wöchentlich, seit 1954 täglich.
Die Zeitung sollte den deutschstämmigen Lesern in Brasilien auch die Entwicklung in Westdeutschland als ein neuer demokratischer Staat zeigen. Sie wurde dabei maßgeblich von offiziellen Stellen unterstützt. 1957 erhielt Álvaro Troppmair das Bundesverdienstkreuz, obwohl er überwiegend in Brasilien lebte. Von 1962 ist eine Aktennotiz bekannt, dass ihm der deutsche Generalkonsul Nostitz ein Geschenk übergeben habe und ihn gebeten habe, stärker auf die Gefahren der kommunistischen Staaten hinzuweisen, womit er sich einverstanden erklärt habe. 1964 erhielt er eine Geldzahlung zur Unterstützung der Zeitung, 1966 bat er selber darum, mit der Behauptung, die DDR habe ihm angeboten, ihn zu unterstützen, wenn er deren Ansichten verbreite.
Die Deutschen Nachrichten waren die einzige deutschsprachige Tageszeitung in Brasilien nach 1945. Sie hatten aber wahrscheinlich nur eine verhältnismäßig geringe Resonanz und Verbreitung. Kurz nach dem Tod des Herausgebers am 20. September 1970 wurde deren Erscheinen eingestellt.